# Konstanty Jacek Lubomirski
Książę Konstanty Jacek Lubomirski herbu Szreniawa bez Krzyża (1620–1663) – polski magnat, podczaszy koronny w latach 1658-1663, krajczy koronny w latach 1657-1658, starosta grybowski i sądecki w latach 1646-1663, starosta białocerkiewski w latach 1642-1663, właściciel Jarosławia.
Syn Stanisława Lubomirskiego, wojewody krakowskiego i Zofii Ostrogskiej (1595–1622). Był jednym z trzech synów Stanisława, odziedziczył pałac w Pełkinie i zarządzał dobrami wiśnickimi wraz z braćmi Jerzym Sebastianem (marszałkiem wielkim koronnym i hetmanem polnym) oraz Aleksandrem Michałem (wojewodą krakowskim). 
Poseł na sejm 1645 roku. Poseł sejmiku proszowickiego na sejm ekstraordynaryjny 1647 roku. W 1648 r. poślubił Domicellę Barbarę Lubomirską ze Szczawińskich.
Wyznaczony komisarzem do rady wojennej w 1648 roku. Poseł na pierwszy sejm 1652 roku z województwa krakowskiego. W roku 1654 w sądeckim kościele franciszkanów pw. Narodzenia NMP, z fundacji Konstantego Jacka Lubomirskiego powiększona została kaplica Przemienienia Pańskiego. Był fundatorem kościoła oo. reformatów w Jarosławiu. Jako właściciel Jarosławia wydał 29 czerwca 1650 r. rozporządzenie, mocą którego: „flisacy okolic Jarosławia, a więc z Szówska, Manasterza i Nielepkowic mają obowiązek zatrzymywania swoich statków w porcie jarosławskim i w razie potrzeby bronić miasta swoją armatą, pod karą konfiskaty statków i towaru”.
Był sławnym dowódcą w czasie wojen z Kozakami, Szwecją, Siedmiogrodem i Rosją. Jego siedzibą jako starosty grodowego była też Biała Cerkiew, gdzie w 1651 r. stoczono bitwę z Kozakami. W 1655 r. wojska szwedzkie mimo obrony zajęły zamek w Nowym Wiśniczu, a opuszczając po rocznym pobycie obrabowały go.
Był uczestnikiem konfederacji tyszowieckiej w 1655 roku.
Zmarł bezpotomnie w 1663 r. W 1664 r. wdowa po nim Domicella Lubomirska ze Szczawińskich wykonała inwentarz posiadanych dóbr w Pełkiniach. W 1667 poślubiła Mikołaja Wiktoryna Grudzińskiego krajczego królowej i starostę pilskiego, ujeskiego, gołubskiego, grzybowskiego, guzowskiego.